# 陳文起
陳文起，是中國清朝官員。安徽石埭縣人。
道光八年（1828年）任台灣府經歷。官至嘉義縣知縣。